# Kurzschnauzenkängurus
Die Kurzschnauzenkängurus (Sthenurinae) sind eine ausgestorbene Unterfamilie der Kängurus. Die Tiere waren in Australien bis ins späte Pleistozän durch mehrere Gattungen vertreten. Unter ihren Reihen war mit Procoptodon auch das größte bekannte Känguru aller Zeiten. Ungeklärt war lange, ob das noch lebende Gebänderte Hasenkänguru (Lagostrophus fasciatus) den Kurzschnauzenkängurus zuzurechnen ist. In diesem Fall wäre es der letzte Vertreter der Familie gewesen. Mittlerweile wird die Art allerdings zusammen mit der im Spätpleistozän ausgestorbenen Gattung Troposodon in eine eigene Unterfamilie (Lagostrophinae) gestellt. Im November 2018 veröffentlichte DNA-Vergleiche ergeben jedoch, dass das Gebänderte Hasenkänguru der engste Verwandte der Kurzschnauzenkängurus unter allen heute lebenden Kängurus ist.

## Merkmale

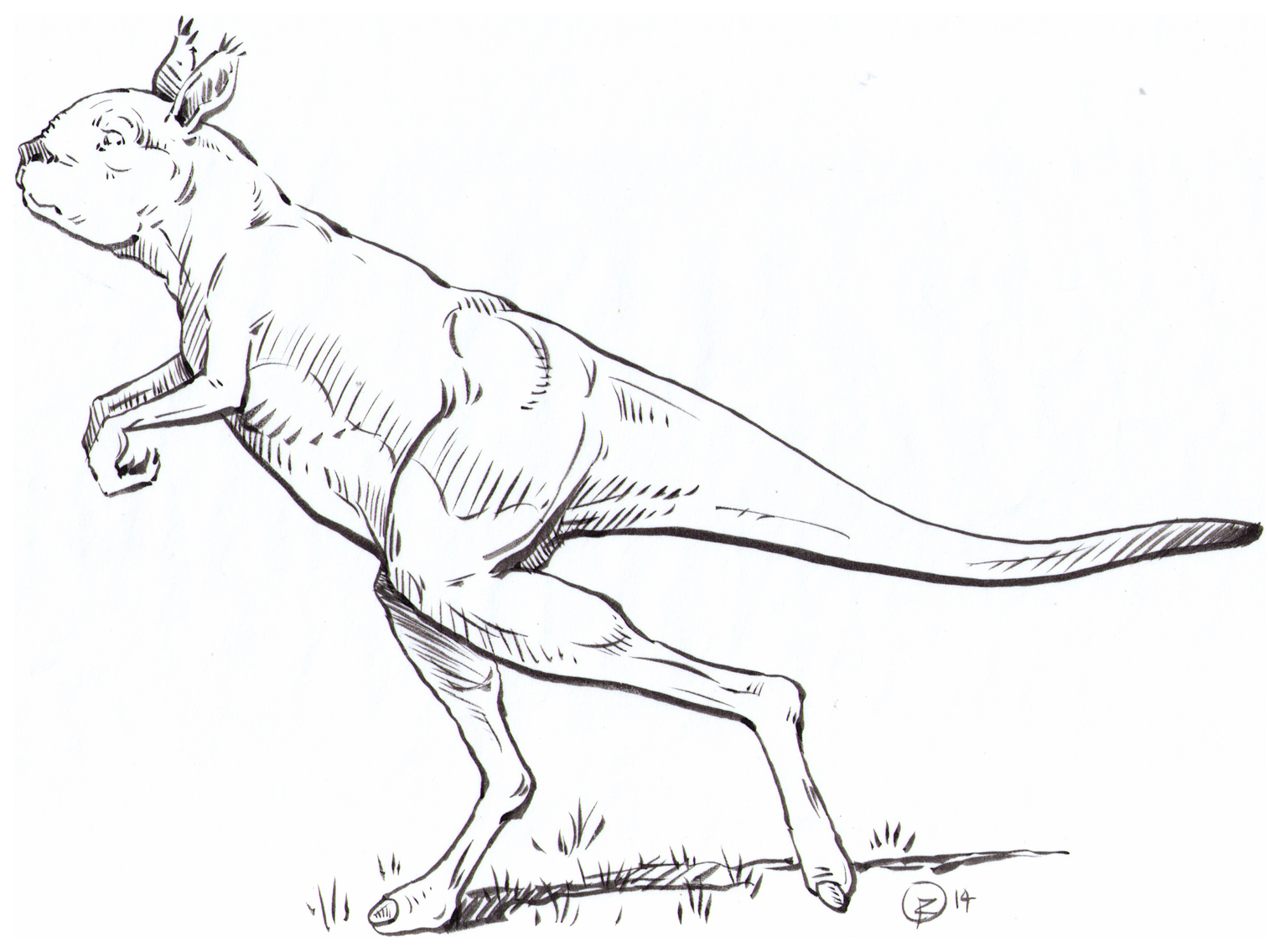
Sthenurus auf den Zehenspitzen laufend.

Viele Kurzschnauzenkängurus besaßen im Vergleich zu heutigen Kängurus extrem verkürzte Schnauzen. Insbesondere Procoptodon und Simosthenurus zeichnen sich dadurch aus. Die Art Hadronomas puckridgi ist aus dem Miozän bekannt und scheint an der Basis der Sthenurinae-Evolution zu stehen. Innerhalb der Familie dürfte Sthenurus eine primitive Schwestergruppe der Simosthenurus-Procoptodon-Linie darstellen.
Im Unterschied zu allen rezenten Kängurus, die Sohlengänger sind, sich schnell durch Sprünge fortbewegen und langsam auf allen vieren (quadruped) laufen, wobei sie ihren Schwanz als „fünftes Bein“ benutzen, sollen sich die Kurzschnauzenkängurus auf den Hinterbeinen laufend als Zehenspitzengänger fortbewegt haben. Vorderbeine und Schwanz waren zu schwach, um das Körpergewicht bei der quadrupeden, langsamen Fortbewegung zu tragen, die Lendenwirbelsäule zu wenig flexibel.

## Gattungen
- Archaeosimos (spätes Miozän)
- Hadronomas (spätes Miozän)
- Metasthenurus (bis Spätpleistozän)
- Procoptodon (bis Spätpleistozän)
- Simosthenurus (bis Spätpleistozän)
- Sthenurus (bis Spätpleistozän)